# Михаил Тюрин
Михаил Владиславович Тюрин е руски космонавт. Роден е в град Коломна, СССР (сега Русия) на 2 март 1960 г. Живее в Королев, малък град близо до Москва. Тюрин е женен за Татяна Тюрин, с която имат дъщеря родена 1982 г.
Завършил е Московския авиационен институт през 1984 г. и има диплома за инженер със специализация в създаването на математически модели с приложение в космическите полети.

## Опит в космонавтиката
След завършване на образованието си работи като инженер в корпорация „Енергия“. Основни полета на работата му са динамика, балистика и разработване на софтуер. Собствените му изследвания са свързани с физиологичните аспекти на космонавтите, при тренировки за ръчно направление на движението на космическия кораб. Избран е за космонавт на селекция през 1994 г. и през 1998 г. започва тренировки за корабен инженер на Експедиция 3 до Международната космическа станция. Преди това е избиран за дублюр на предните полети до МКС. Тюрин прекарва 4 месеца на борда на станцията и заедно с останалия екипаж се връщат на Земята с полета, който докарва космонавтите на Експедиция 4 до МКС.
Тюрин е командир на полета на Союз ТМА-9. Прекарал е 215 дни като корабен инженер на станцията при Експедиция 14.
Михаил Тюрин е първият човек (след Алън Шепърд), който изпраща топка за голф в космоса от борда на МКС, като част на рекламната кампания на компнанията Element 21.